# Shanghai Triad - La triade di Shangai
Shanghai Triad - La triade di Shangai (摇啊摇，摇到外婆桥S, Yáo a yáo, yáo dào wàipó qiáoP) è un film del 1995 diretto da Zhang Yimou.
È stato presentato in concorso al 48º Festival di Cannes, dove ha ricevuto il Grand Prix tecnico.

## Trama
Tang Shuisheng è un ragazzo di 14 anni che, grazie all'aiuto dello zio Liu, viene portato a Shanghai per lavorare per il capo di una famiglia delle triadi. Gli viene affidato il compito di occuparsi di Xiao Jingbao, l'amante del capo, una attraente cabarettista e cantante di un night club. Anche a causa dei suoi modi arroganti e altezzosi, uniti alla generale inesperienza del giovane, i suoi inizi sono molto negativi.
Le cose cambiano quando lo zio Liu viene assassinato durante il raid di una famiglia rivale, quella del Grosso Yu, e il capo, Xiao e Shuisheng sono costretti a rifugiarsi su una piccola isola lontana dalla città. Qui, dopo alcune iniziali difficoltà, Xiao e Shuisheng fanno amicizia con gli abitanti dell'isola, in particolare la contadina Cuiha e sua figlia Ajiao. Una sera, Xiao nota che la donna ha un amante, cosa che attira l'attenzione del capo. Questi, preoccupato per la sua sicurezza, fa uccidere l'uomo, causando le ire di Xiao. A causa di ciò, comincia ad avvicinarsi di più a Shuisheng, cominciando a parlargli della sua vita prima di arrivare a Shanghai, e gli consiglia di lasciare la città dopo aver fatto ritorno dall'isola.
Giorni più tardi, Shuisheng ode una conversazione tra due uomini, che hanno in mente di assassinare Xiao. Questi lo riferisce al capo mentre stava avendo una partita di mahjong con la donna, il suo braccio destro Song e Zheng, il "numero tre" dell'organizzazione, arrivati pochi giorni prima sull'isola. Qui il capo rivela il suo piano: in realtà sapeva già di quegli uomini, che erano membri della famiglia del Grosso Yu, di cui Song, per altro amante di Xiao, fa parte. La stessa fuga sull'isola è stata parte di questo piano, allo scopo di poter mettere in trappola Song e i suoi uomini per poterli uccidere. In seguito, fa quindi giustiziare sia Song che Xiao, non potendo accettare di essere stato tradito da essa. Shuisheng, però, affezionatosi a Xiao, tenta di salvarla, ma viene facilmente respinto dagli uomini del capo.
Il giorno seguente, i membri della famiglia rimasti fanno ritorno a Shanghai, assieme a Ajiao (dopo che Cuiha è stata assassinata per aver chiacchierato con Xiao). Per punizione, Shuisheng dovrà sopportare il viaggio di ritorno appeso a testa in giù all'albero maestro.

## Riconoscimenti
- 1995 - Festival di Cannes
  - Grand Prix tecnico
- 1995 - National Board of Review
  - Miglior film straniero